# Henneberger Erbstolln
Henneberger tiefer Erbstolln war eine bedeutsames Zinn- und Eisenerzbergwerk im Bergrevier Johanngeorgenstadt im sächsischen Erzgebirge.

## Lage
Unweit des heutigen Ortsteils Henneberg von Johanngeorgenstadt wurden im 17., 18., 19. und 20. Jahrhundert mehrere Gruben zum Abbau unmittelbar benachbarter Erzgänge betrieben. Dazu zählt als bedeutender Stolln, der Henneberger Erbstolln, der 1680 im oberen Lehmergrund erneut aufgenommen wurde. Im Jahr 1706 fuhr der Stolln das ertragreiche Zinnbergwerk Weinkrug an. Der Durchschlag in das Eisensteinbergwerk Sechs Brüder Einigkeit erfolgte 1730. Mit dem Stolln wurde in 800 m südlicher Entfernung der die Schichtgrenze zum Granit darstellende Henneberg Flache angefahren. Der hier zutage tretende Granit ist im liegenden des Ganges um 150 m abgesunken. Der bei 835 m NN angesetzte Stolln bringt bei dem auf dem Kreuz des Henneberg Flachen mit dem Sechs Brüder Einigkeit Flachen geteuften Henneberg Schacht eine Teufe von 85 m ein.
Im Jahr 1784 wurde der Stolln als Verlag erstattende Grube geführt. Der Zinnbergbau kam Ende 1818 endgültig zum Erliegen. Ab diesem Zeitpunkt wird der Henneberger Erbstolln nur noch als Eisensteingrube dargestellt. Häufiger Aufschlagswassermangel führt jedoch zu einer starken Kostenbelastung der Grube. In der Folge wurde 1826 das Kunstgezeug für die Tiefbaue abgeschützt und 1827 das 866 m lange Feldgestänge sowie das Kunstgezeug abgebrochen. Ein Abbau war jetzt nur noch über der Stollnsohle möglich. 1828 wird er vorläufig das letzte Mal mit einem Zehntenerlass erwähnt. Die seit 1793 durchgehende Eisensteinförderung kam ab 1855 unter dem Berggeschworenen William Tröger ins Stocken und endet schließlich 1882 nach sehr unregelmäßigen Ausbringen ganz. Ab 1879 lag die Grube im Fristen. 1883 fiel die Grube dann in das Freie.
1841/42 wurde vom Mundloch des Stollns eine 2500 m lange Rösche bis zum Römisch-Adler-Kunstgraben gebaut. Das Wasser diente zum Betrieb des neuen Wassergöpels auf dem Schaarschacht.
Fast die gesamte Halde des Stolln wurde in den Jahren um 1890 zum Wegebau im Lehmergrund abgetragen. In den Jahren 1956/57 sind nochmals geologische Untersuchungen des Henneberger Gangzuges durchgeführt worden.